# Bahnhof Roosendaal
Der Bahnhof Roosendaal ist der Bahnhof der Stadt Roosendaal in der niederländischen Provinz Noord-Brabant. Er ist ein wichtiger Grenzbahnhof zwischen Belgien und den Niederlanden.

## Geschichte
Der Bahnhof wurde 1854 mit der Eröffnung der Bahnstrecke Antwerpen–Lage Zwaluwe in Betrieb genommen. 1855 folgte die Strecke nach Breda und Rotterdam. Der Bahnhof war der erste der Provinz Noord-Brabant. 1863 kam die Verbindung nach Bergen op Zoom über die Zeeuwse Lijn hinzu. Diese wurde 1872 bis Vlissingen verlängert.
Seit der Eröffnung der Verbindungen nach Rotterdam und Vlissingen ist Roosendaal ein wichtiger Knotenbahnhof im Südwesten der Niederlande. Städte, die von Roosendaal direkt erreicht werden, sind unter anderem Arnheim, Antwerpen, Amsterdam, Brüssel, ’s-Hertogenbosch und Rotterdam.
Die Bedeutung des Bahnhofs nahm mit der Inbetriebnahme des internationalen Fyra-Zuges am 9. Dezember 2012 ab, da diese Züge als Ersatz für den Benelux-Zug Amsterdam – Rotterdam – Antwerpen – Brüssel den Bahnhof nicht mehr passieren und stattdessen über die Schnellfahrstrecke Schiphol–Antwerpen verkehren.

## Streckenverbindungen
Folgende Linien verkehren im Jahresfahrplan 2022 am Bahnhof Roosendaal:
| Zugtyp        | Linienverlauf | Frequenz |
| ------------- | --- | --- |
| Intercity     | Amsterdam Centraal – Amsterdam Sloterdijk – Haarlem – Leiden Centraal – Den Haag HS – Delft – Rotterdam Centraal – Dordrecht – Roosendaal – Vlissingen | halbstündlich (hält stündlich sowie abends und am Wochenende ganztägig an allen Bahnhöfen zwischen Bergen op Zoom und Vlissingen) |
| Intercity     | Roosendaal – Breda – Tilburg – ’s-Hertogenbosch – Nijmegen – Arnhem Centraal – Zutphen – Deventer – Zwolle                                             | halbstündlich |
| Sprinter      | Dordrecht – Roosendaal | halbstündlich (fährt abends und am Wochenende stündlich)                                                                          |
| Sprinter      | Roosendaal – Bergen op Zoom – Goes – Middelburg – Vlissingen                                                                                           | stündlich (fährt nicht abends und am Wochenende)                                                                                  |
| S-Bahn (NMBS) | Puurs – Antwerpen-Zuid – Antwerpen-Berchem – Antwerpen-Centraal – Roosendaal                                                                           | stündlich (fährt nicht am Wochenende)                                                                                             |
| S-Bahn (NMBS) | Puurs – Antwerpen-Zuid – Antwerpen-Berchem – Antwerpen-Centraal – Essen (– Roosendaal)                                                                 | stündlich (fährt nur am Wochenende bis Roosendaal)                                                                                |